# Equals
Pour plus de détails, voir Fiche technique et Distribution.
Equals est un film américain de science-fiction réalisé par Drake Doremus, sorti en 2015.
Dans une dystopie émotionnelle, deux personnes tombent amoureuses quand elles retrouvent leurs sentiments à cause d'une maladie mystérieuse, ce qui cause d'importantes tensions dans la société.

## Synopsis
Dans une société futuriste postapocalyptique, tous les sentiments et émotions ont été bannis et strictement interdits, car comme des maladies, ils représentent un danger et sont donc réprimés. Silas et Nia sont amoureux et pour échapper à la répression, ils doivent cacher leur relation. 

## Fiche technique
- Titre original : Equals
- Titre français : Semblable
- Titre québécois :
- Réalisation : Drake Doremus
- Scénario : Nathan Parker
- Direction artistique : Katie Byron et Tino Schaedler
- Décors :
- Costumes : Alana Morshead et Abby O'Sullivan
- Photographie : John Guleserian
- Son :
- Montage : Jonathan Alberts
- Musique : Sascha Ring
- Production : Chip Diggins, Steven M. Rales, Ann Ruark, Michael Schaefer, Ridley Scott et Jay Stern
- Sociétés de production : Route One Films, Scott Free Productions et Surefire Entertainment Capital
- Distribution :  Sélection Servaes Films
- Budget :
- Pays de production :  États-Unis
- Langue originale : anglais
- Format : Couleur
- Genre : science-fiction
- Durée : 101 minutes
- Dates de sortie :
  - Italie : 5 septembre 2015 (72e Mostra de Venise)
  - États-Unis : 15 juillet 2015

## Distribution

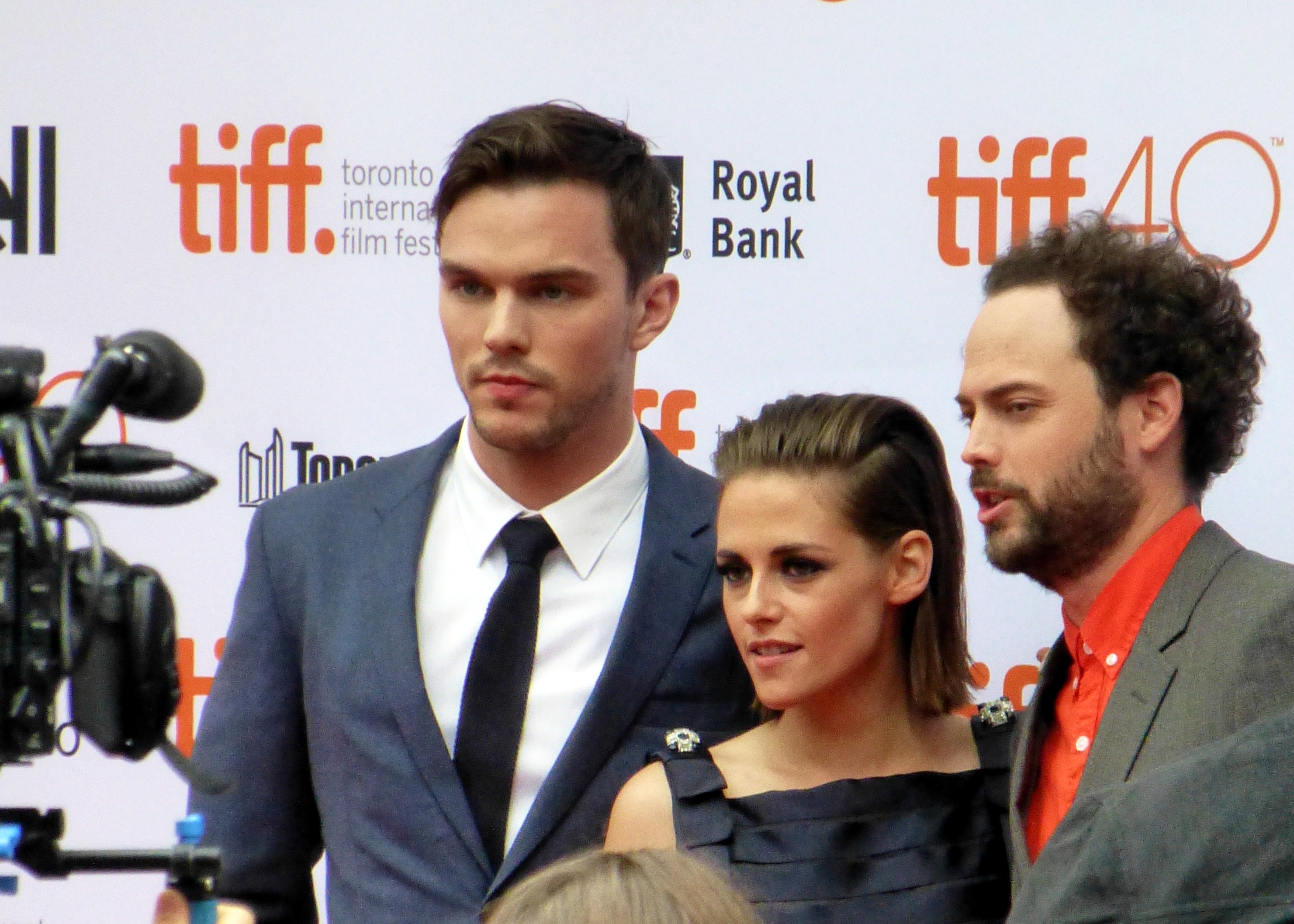
Les acteurs principaux Nicholas Hoult et Kristen Stewart pour la première du film au TIFF 2015.

- Kristen Stewart (VF : Noémie Orphelin ; VQ : Annie Girard) : Nia
- Nicholas Hoult (VF : Emmanuel Garijo ; VQ : Xavier Dolan) : Silas
- Guy Pearce (VF : Jean-Pierre Michaël ; VQ : Frédéric Paquet) : Jonas
- Jacki Weaver (VF : Anne Plumet ; VQ : Chantal Baril) : Bess
- Kate Lyn Sheil (VF : Mélanie Malhere) : Kate
- Toby Huss : George
- Rebecca Hazlewood : Zoe
- Tom Stokes (VF : Tony Marot) : Dominic
- David Selby (VF : Georges Claisse ; VQ : Jean-Marie Moncelet) : Leonard
- Bel Powley (VF : Fabienne Rocaboy) : Rachel
- Noémie Nakai : une citoyenne

 Source et légende : version française (VF) sur RS Doublage

## Distinctions

### Nominations et sélections
- Mostra de Venise 2015 : sélection officielle, en compétition pour le Lion d'or